# Bruno Berner
Bruno Berner (Zurigo, 21 novembre 1977) è un allenatore di calcio ed ex calciatore svizzero, di ruolo difensore.

## Statistiche da allenatore
Statistiche aggiornate al 17 agosto 2024. In grassetto le competizioni vinte.
| Stagione        | Squadra         | Campionato      | Campionato | Campionato | Campionato | Campionato | Coppe nazionali | Coppe nazionali | Coppe nazionali | Coppe nazionali | Coppe nazionali | Coppe continentali | Coppe continentali | Coppe continentali | Coppe continentali | Coppe continentali | Altre coppe | Altre coppe | Altre coppe | Altre coppe | Altre coppe | Totale | Totale | Totale | Totale | % Vittorie | Piazzamento |
| Stagione        | Squadra         | Comp            | G          | V          | N          | P          | Comp            | G               | V               | N               | P               | Comp               | G                  | V                  | N                  | P                  | Comp        | G           | V           | N           | P           | G      | V      | N      | P      | %          | Piazzamento |
| --------------- | --------------- | --------------- | ---------- | ---------- | ---------- | ---------- | --------------- | --------------- | --------------- | --------------- | --------------- | ------------------ | ------------------ | ------------------ | ------------------ | ------------------ | ----------- | ----------- | ----------- | ----------- | ----------- | ------ | ------ | ------ | ------ | ---------- | ----------- |
| nov. 2016-2017  | Tuggen          | PL              | 15         | 4          | 4          | 7          | CS              | -               | -               | -               | -               | -                  | -                  | -                  | -                  | -                  | -           | -           | -           | -           | -           | 15     | 4      | 4      | 7      | 26,67      | 16° (retr.) |
| 2017-2018       | Kriens          | PL              | 30         | 22         | 3          | 5          | CS              | 1               | 0               | 0               | 1               | -                  | -                  | -                  | -                  | -                  | -           | -           | -           | -           | -           | 31     | 22     | 3      | 6      | 70,97      | 1° (prom.)  |
| 2018-2019       | Kriens          | CL              | 36         | 7          | 15         | 14         | CS              | 4               | 3               | 0               | 1               | -                  | -                  | -                  | -                  | -                  | -           | -           | -           | -           | -           | 40     | 10     | 15     | 15     | 25,00      | 8°          |
| 2019-2020       | Kriens          | CL              | 36         | 16         | 6          | 14         | CS              | 2               | 1               | 0               | 1               | -                  | -                  | -                  | -                  | -                  | -           | -           | -           | -           | -           | 38     | 17     | 6      | 15     | 44,74      | 5°          |
| 2020-2021       | Kriens          | CL              | 36         | 9          | 11         | 16         | CS              | 3               | 2               | 0               | 1               | -                  | -                  | -                  | -                  | -                  | -           | -           | -           | -           | -           | 39     | 11     | 11     | 17     | 28,21      | 8°          |
| Totale Kriens   | Totale Kriens   | Totale Kriens   | 138        | 54         | 35         | 49         |                 | 10              | 6               | 0               | 4               |                    |                    |                    |                    |                    |             | -           | -           | -           | -           | 148    | 60     | 35     | 53     | 40,54      |             |
| 2022-2023       | Winterthur      | SL              | 36         | 8          | 8          | 20         | CS              | 3               | 2               | 0               | 1               | -                  | -                  | -                  | -                  | -                  | -           | -           | -           | -           | -           | 39     | 10     | 8      | 21     | 25,64      | 9°          |
| 2023-apr. 2024  | Grasshoppers    | SL              | 31         | 8          | 6          | 17         | CS              | 2               | 1               | 0               | 1               | -                  | -                  | -                  | -                  | -                  | -           | -           | -           | -           | -           | 33     | 9      | 6      | 18     | 27,27      | Eson.       |
| Totale Carriera | Totale Carriera | Totale Carriera | 220        | 74         | 53         | 93         |                 | 15              | 9               | 0               | 6               |                    | -                  | -                  | -                  | -                  |             | -           | -           | -           | -           | 235    | 83     | 53     | 99     | 35,32      |             |

## Palmarès

### Giocatore
- Campionato tedesco di seconda divisione: 1

Friburgo: 2002-2003

### Allenatore
- Promotion League: 1

Kriens: 2017-2018